# Cyrtopogon banksi
Cyrtopogon banksi är en tvåvingeart som beskrevs av Wilcox och Martin 1936. Cyrtopogon banksi ingår i släktet Cyrtopogon och familjen rovflugor. Inga underarter finns listade i Catalogue of Life.